# Godragpa Sönam Gyeltshen
Godragpa Sönam Gyeltshen (tib. ཀོ་བྲག་པ་བསོད་ནམས་རྒྱལ་མཚན ; Wyl. ko brag pa bsod nams rgyal mtshan; geb. 1182 in Tingri (Dingri); gest. 1261) oder kurz Godragpa (ko brag pa) war ein tibetischer Meister des tibetischen Buddhismus. Er ist der Gründer des Godrag-Klosters am oberen Nyang-Fluss in Gyangzê und der nach dem Kloster benannten Godrag-Schultradition (ko brag pa), einer eigenständigen kleineren Schule des tantrischen Buddhismus. Er zählt zu den Lehrern des Drugpa-Kagyü-Meisters Yanggönpa. Er lud Vibhuti Chandra von Balpo (Nepal) nach Dingri ein.
Zu seinen bekanntesten Werken zählt das Gegs sel ha dmigs rgya mtsho.

## Zitat
„So berichten die "Blauen Annalen", dass der Lama Ko brag pa (1182-1261) bat, ihm 23 Kalyānamitras zu senden, um das Ritual der Abwehr eines Mongolenangriffs zu vollziehen (sog zlog).“